# フランス総合保険
フランス総合保険は、フランスの保険会社である。フランス語名はAssurances générales de France（アシュランス・ジェネラル・ドゥ・フランス）、略称はAGF。
パリに本拠を置いている。
ドイツのアリアンツが1998年から経営権を掌握しており、2007年7月に完全子会社化した。